# Modzerowo (gromada)
Modzerowo – dawna gromada, czyli najmniejsza jednostka podziału terytorialnego Polskiej Rzeczypospolitej Ludowej w latach 1954–1972.
Gromady, z gromadzkimi radami narodowymi (GRN) jako organami władzy najniższego stopnia na wsi, funkcjonowały od reformy reorganizującej administrację wiejską przeprowadzonej jesienią 1954 do momentu ich zniesienia z dniem 1 stycznia 1973, tym samym wypierając organizację gminną w latach 1954–1972.
Gromadę Modzerowo z siedzibą GRN w Modzerowie utworzono – jako jedną z 8759 gromad na obszarze Polski – w powiecie włocławskim w woj. bydgoskim, na mocy uchwały nr 24/17 WRN w Bydgoszczy z dnia 5 października 1954. W skład jednostki weszły obszary dotychczasowych gromad Józefowo, Łęg, Modzerowo i Rybnica oraz część dotychczasowej gromady Ostrowy ze zniesionej gminy Łęg oraz część dotychczasowej gromady Wistka Królewska ze zniesionej gminy Dobiegniewo w tymże powiecie. Dla gromady ustalono 17 członków gromadzkiej rady narodowej.
1 stycznia 1961 z gromady Modzerowo wyłączono (a) część oddziałów leśnych nr nr 18, 19, 20, 35, 36 i 63 o ogólnej powierzchni 92 ha, włączając je do gromady Michelin oraz (b) część oddziałów leśnych nr nr 148, 149, 150, 151, 152, 136, 518, 519, 520, 530 o ogólnej powierzchni 122 ha, włączając je do gromady Nakonowo – w tymże powiecie; 
do gromady Modzerowo włączono natomiast (a) grunty wsi Plantoszczyzna położone między oddziałami leśnymi nr nr 91 i 102, część oddziałów leśnych nr nr 80, 91, 92, 103, 117, 131 i oddziały leśne nr nr 102, 116, 130 o ogólnej powierzchni 135 ha z gromady Kowal, (b) część oddziałów leśnych nr nr 89A, 109A, 110A, 540, 524, 525, 526 i 527 o ogólnej powierzchni 99 ha z gromady Nakonowo, (c) część oddziałów leśnych nr nr 62, 89A, 910A, 109A, 110A o obszarze 58 ha z gromady Michelin, a także (d) część oddziału leśnego nr 78 o powierzchni 8 ha z gromady Smólnik – w tymże powiecie.
Gromadę zniesiono 31 grudnia 1961, a jej obszar wszedł w skład nowo utworzonej gromady Wistka Królewska w tymże powiecie.